# Робертсон, Элисон
Элисон Робертсон (англ. Alison Robertson, род. 19 марта 1958) — новозеландская писательница и журналистка. Её рукопись Knocked for Six получила премию Тома Фицгиббона в 2000 году и в следующем году была опубликована.

## Жизнь
Робертсон родилась и выросла в Нейпире. Она переехала в Веллингтон для получения высшего образования, получила диплом журналиста в Веллингтонском политехническом институте в 1976 году. Она работала спортивным репортёром на Радио Новой Зеландии до 1986 года, когда стала внештатным писателем. Она пишет короткие рассказы и научно-популярные тексты для Pearson Education и других образовательных издательств. В 2000 году её рукопись Knocked for Six получила премию Тома Фицгиббона и была опубликована в 2001 году. Роман также получил премию Эстер Глен на церемонии вручения награды LIANZA Children’s Book Awards 2002.

## Публикации
- Connecting Cultures (ESOL Home Tutor Scheme, 1999)
- Know You’re Talking (ESOL Home Tutor Scheme, 2000)
- Knocked for Six (Scholastic, 2001)[4]
- Finding Isabella (Scholastic, 2005)[4]
- Rocket Shoes (Pearson Education, 2011)[4]